# Антим V Константинополски
Антим V (на гръцки: Άνθιμος) е гръцки духовник, вселенски патриарх от 1841 до 1842 година.

## Биография
Роден е в 1779 година в тракийското село Неохори, край Родосто, днес Турция. Служи като протосингел на митрополит Григорий Деркоски (1801 - 1821). През ноември 1815 година е ръкоположен за митрополит на Агатополската епархия. През април 1821 година е преместен като митрополит на Анхиалската През юли 1831 година е избран за митрополит на Кизическата епархия. Когато Антим IV е свален от султан Абдул Меджид в 1841 година Антим е избран за патриарх, но умира след 13 месеца на престола на 12/24 юни 1842 година. Погребан е в манастира „Животворящ източник“ в Балъклъ.